# Liste der Monuments historiques in Vieux-Moulin (Oise)
Die Liste der Monuments historiques in Vieux-Moulin (Oise) führt die Monuments historiques in der französischen Gemeinde Vieux-Moulin auf.

## Liste der Bauwerke
| Bezeichnung                                 | Beschreibung              | Standort | Kennzeichnung | Schutzstatus | Datum | Bild           |
| ------------------------------------------- | ------------------------- | -------- | ------------- | ------------ | ----- | -------------- |
| Poste forestier de Saint-Pierre-en-Chastres | Forsthaus                 | (Lage)   | PA00114955    | Inscrit      | 1949  | weitere Bilder |
| Kirche St-Mellon                            | Erbaut im 19. Jahrhundert | (Lage)   | PA60000091    | Inscrit      | 2015  | weitere Bilder |
| Pavillon de l’Impératrice                   | Haus, erbaut 1860         | (Lage)   | PA00132917    | Inscrit      | 1994  | weitere Bilder |
| Ruine des Priorats Saint-Pierre-en-Chastres |                           | (Lage)   | PA00114956    | Classé       | 1905  | weitere Bilder |